# 薩維耶斯
薩維耶斯是瑞士的城鎮，位於該國南部，由瓦萊州負責管轄，面積70.92平方公里，海拔高度820米，2011年人口6,760，八成半人口信奉羅馬天主教，人口密度每平方公里95人。

## 外部連結
- Official website（页面存档备份，存于） （法文）